# Robin Roefs
Robin Roefs (* 17. Januar 2003 in Heeswijk, Niederlande) ist ein niederländischer Fußballtorwart.
Der 1,93 cm große Linksfuß steht seit seiner Kindheit bei NEC Nijmegen zwischen den Pfosten. Zudem handelt es sich bei Roefs auch um einen Nachwuchsnationaltorhüter der Niederländer.
Zur Saison 2025/26 wechselte er zum Premier-League-Aufsteiger Sunderland AFC.

## Karriere

### Verein
Robin Roefs begann mit dem Fußballspielen im Alter von 5 Jahren bei vv Heeswijk aus Heeswijk-Dinther, rund 16 Kilometer von 's-Hertogenbosch entfernt, bevor er im Jahr 2014 in die Fußballakademie von NEC Nijmegen wechselte. Dort erhielt er am 5. September 2023 einen Vertrag für fünf Jahre. Roefs gab am 23. September 2023 beim 3:0-Sieg gegen den FC Utrecht sein Eredivisie-Debüt. Mit NEC Nijmegen erreichte er 2024 das Finale im KNVB-Beker, wobei er im Endspiel gegen Feyenoord Rotterdam nur auf der Bank saß. Zudem erreichte der Verein die ligainternen Play-offs um die Teilnahme an der UEFA Conference League, verlor dort allerdings im Halbfinale mit 1:2 n. V. gegen Go Ahead Eagles Deventer.
In der Saison 2024/25 wurde Robin Roefs Stammtorwart. Erneut erreichte der Verein aus der im Gelderland gelegenen Stadt Nijmegen unweit der deutschen Grenze das Halbfinale der Play-offs um die Conference League, doch auch dieses Mal verlor der Klub nach Verlängerung, nun mit 2:3 gegen den FC Twente.

## Nationalmannschaft
Robin Roefs ist Nachwuchsnationaltorhüter seines Herkunftslandes, den Niederlanden, und kam für die Mannschaften der Altersklassen U16, U17, U19 und U21 zum Einsatz. Mit letzterer nimmt er an der Europameisterschaft 2025 in der Slowakei teil.